# اولگا ریپاکووا
اولگا ریپاکووا (روسی: Ольга Сергеевна Рыпакова؛ زادهٔ ۳۰ نوامبر ۱۹۸۴) یک ورزشکار دو و میدانی اهل قزاقستان است. وی در مسابقات کشوری و بین‌المللی در مجموع برندهٔ ۸ مدال طلا، ۳ مدال نقره، ۳ مدال برنز شده‌است.
او در ابتدا به ورزشهای هفتگانه می‌پرداخت. پس از سال ۲۰۰۷ بر پرش طول متمرکز شد و شروع به رقابت در رشته پرش سه‌گام کرد.
اولین موفقیت او در ورزشهای ترکیبی دو و میدانی بود. او در ورزشهای آسیایی داخل سالن که در بانکوک برگزار شد، در رشته هفتگانه برنده شد. او یک سال بعد در رقابتهای آسیایی سال ۲۰۰۶ که در دوحه برگزار شد، مدال طلای هفتگانه زنان را از آن خود کرد.
اولگا ریپاکووادر بازی‌های المپیک تابستانی ۲۰۰۸ که در بیجینگ برگزارشد، مقام چهارم را در رشته پرش سه‌گام با ۱۵٫۱۱ متر به دست آورد و رکورد دار آسیا شد و در سالهای ۲۰۰۷ و ۲۰۰۹ نماینده کشور قزاقستان مسابقات جهانی بود.
او در بازیهای دو و میدانی داخل سالن که در سال ۲۰۱۰ در دوحه برگزار شد، موفق به کسب مدال طلا برای پرش سه گام به طول ۱۵٫۱۴ متر شد و بر سکوی نخست جهان ایستاد. همچنین در بازیهای بازی‌های المپیک تابستانی ۲۰۱۲ که در لندن برگزار شد، مدال طلا را در رشته پرش سه گام کسب کرد.

## موفقیت‌ها
| سال              | مسابقه                                      | محل برگزاری      | مقام             | رویداد           | توضیحات                          |
| نماینده قزاقستان | نماینده قزاقستان                            | نماینده قزاقستان | نماینده قزاقستان | نماینده قزاقستان | نماینده قزاقستان                 |
| ---------------- | ------------------------------------------- | ---------------- | ---------------- | ---------------- | -------------------------------- |
| ۲۰۰۰             | مسابقات دو و میدانی نوجوانان جهان           | سانتیاگو         | بیست و سوم       | پرش طول          | ۵٫۶۳ متر (سرعت باد:۰٫۱ m/s)      |
| ۲۰۰۱             | مسابقات قهرمانی جهانی                       | دبرسن            | چهارم            | هفتگانه (جوانان) | 5198 pts                         |
| ۲۰۰۲             | مسابقات دو و میدانی نوجوانان جهان           | کینگستون         | دوم              | هفتگانه          | 5727 pts                         |
| ۲۰۰۳             | یونیورسیاد                                  | دئگو             | هشتم             | هفتگانه          | ۵۶۹۰ pts                         |
| ۲۰۰۵             | یونیورسیاد                                  | ازمیر            | چهاردهم          | پرش طول          | پرش طول\|۶٫۱۱ متر                |
| ۲۰۰۵             | بازی های آسیایی دو و میدانی                 | اینچئون          | چهارم            | پرش طول          | ۶٫۵۰ متر                         |
| ۲۰۰۵             | بازی های آسیایی داخل سالن                   | بانکوک           | نخست             | هفتگانه          | هفتگانه\|۳۹۵۴ pts                |
| ۲۰۰۶             | بازی های قهرمانی داخل سالن آسیا             | پاتایا           | نخست             | هفتگانه          | 4582 pts                         |
| ۲۰۰۶             | مسابقات جهانی داخل سالن                     | مسکو             | هفتم             | هفتگانه          | 4368 pts                         |
| ۲۰۰۶             | جام جهانی                                   | آتن              | هشتم             | پرش طول          | نماینده آسیا ۶٫۲۱ متر            |
| ۲۰۰۶             | بازی های آسیایی                             | دوحه             | سوم              | پرش طول          | ۶٫۴۹ متر                         |
| ۲۰۰۶             | بازی های آسیایی                             | دوحه             | نخست             | هفتگانه          | ۵۹۹۵ pts                         |
| ۲۰۰۷             | باری های قهرمانی آسیا                       | امان             | نخست             | پرش طول          | ۶٫۶۶ متر                         |
| ۲۰۰۷             | باری های قهرمانی آسیا                       | امان             | نخست             | پرش سه گام       | پرش سه گام\|۱۴٫۶۹ CR متر         |
| ۲۰۰۷             | یونیورسیاد                                  | بانکوک           | نخست             | پرش طول          | ۶٫۸۵ PB متر                      |
| ۲۰۰۷             | ۲۰۰۷ اوساکا                                 | اوساکا           | یازدهم           | پرش سه گام       | ۱۴٫۳۲ متر                        |
| ۲۰۰۸             | بازی‌های قهرمانی داخل سالن آسیا              | دوحه             | نخست             | پرش سه گام       | پرش سه گام ۲\|۱۴٫۲۳ متر          |
| ۲۰۰۸             | مسابقات جهانی داخل سالن                     | والنسیا          | چهارم            | پرش سه گام       | پرش سه گام\|۱۴٫۵۸ متر            |
| ۲۰۰۸             | بازی‌های المپیک تابستانی ۲۰۰۸                | پکن              | بیست و نهم       | پرش طول          | پرش طول\|۶٫۳۰ متر                |
| ۲۰۰۸             | بازی‌های المپیک تابستانی ۲۰۰۸                | پکن              | چهارم            | پرش سه گام       | پرش سه گام\|۱۵٫۱۱ متر            |
| ۲۰۰۹             | ۲۰۰۹ برلین                                  | برلین            | یازدهم           | پرش سه گام       | پرش سه گام\|۱۳٫۹۱ متر            |
| ۲۰۰۹             | بازی های قهرمانی داخل سالن آسیا             | هانوی            | نخست             | پرش سه گام       | پرش سه گام\|۱۴٫۴۰ متر            |
| ۲۰۰۹             | بازیهای قهرمانی دو و میدانی آسیا            | گوانگ‌ژو          | نخست             | پرش سه گام       | پرش سه گام\|۱۴٫۵۳ متر            |
| ۲۰۱۰             | مسابقات جهانی داخل سالن                     | دوحه             | نخست             | پرش سه گام       | پرش سه گام\|۱۵٫۱۴ AR متر         |
| ۲۰۱۰             | جام قاره‌ای                                  | اسپلیت           | نخست             | پرش سه گام       | نمانیده آسیا-اقیانوسیه ۱۵٫۲۵ متر |
| ۲۰۱۰             | بازیهای آسیایی                              | گوانگ‌ژو          | دوم              | پرش طول          | پرش طول\|۶٫۵۰ متر                |
| ۲۰۱۰             | بازیهای آسیایی                              | گوانگ‌ژو          | نخست             | پرش سه گام       | پرش سه گام\|۱۴٫۷۸ متر            |
| ۲۰۱۱             | ۲۰۱۱ دئگو                                   | دئگو             | دوم              | پرش سه گام       | پرش سه گام\|۱۴٫۸۹ متر            |
| ۲۰۱۲             | بازیهای قهرمانی داخل سالن جهان              | استانبول         | دوم              | پرش سه گام       | پرش سه گام\|۱۴٫۶۳ متر            |
| ۲۰۱۲             | دو و میدانی در بازی‌های المپیک تابستانی ۲۰۱۲ | لندن             | نخست             | پرش سه گام       | پرش سه گام\|۱۴٫۹۸ متر            |
| ۲۰۱۴             | دو و میدانی در بازی‌های آسیایی ۲۰۱۴          | اینچئون          | نخست             | پرش سه گام       | پرش سه گام\|۱۴٫۳۲ متر            |
| ۲۰۱۵             | ۲۰۱۵ پکن                                    | پکن              | سوم              | پرش سه گام       | پرش سه گام\|۱۴٫۷۷ متر            |
| ۲۰۱۶             | بازی های قهرمانی داخل سالن آسیا             | دوحه             | سوم              | پرش طول          | پرش طول \|۶٫۲۲ متر               |
| ۲۰۱۶             | بازی های قهرمانی داخل سالن آسیا             | دوحه             | نخست             | پرش سه گام       | پرش سه گام\|۱۴٫۳۲ متر            |
| ۲۰۱۶             | دو و میدانی در بازی‌های المپیک تابستانی ۲۰۱۶ | ریو دو ژانیرو    | سوم              | پرش سه گام       | پرش سه گام\|۱۴٫۷۴ متر            |

## بهترین رکوردهای شخصی
| نوع       | رشته      | طول (متر) | تاریخ          | محل برگزرای    | توضیحات |
| --------- | --------- | --------- | -------------- | -------------- | ------- |
| فضای باز  | پرش طول   | ۶٫۸۵ متر  | ۱۰ آگوست ۲۰۰۷  | بانکوک، تایلند |         |
| فضای باز  | پرش سه‌گام | ۱۵٫۲۵ متر | ۴ سپتامبر ۲۰۱۰ | اسپلیت، کرواسی | هفتم    |
| داخل سالن | پرش طول   | ۶٫۵۸ متر  | ۲ نوامبر ۲۰۰۹  | هانوی، ویتنام  |         |
| داخل سالن | پرش سه‌گام | ۱۵٫۱۴ متر | ۱۳ مارچ ۲۰۱۰   | دوحه، قطر      | سوم     |